# Лесной Городок
Лесно́й Городо́к — посёлок городского типа в Одинцовском городском округе Московской области.

## История
В 1890-х годах началось строительство железной дороги Москва — Брянск. Возникновение железной дороги способствовало дачному строительству на прилегающих территориях. Лесной Городок изначально возник именно как дачный посёлок. Из воспоминаний старожилов Щаповых известно, что первые дачи были построены в 1896 году. Дачный посёлок возник недалеко от реки Ликовы и был окружён лесными массивами. На крупных участках (иногда более гектара) строились дачи обеспеченных москвичей. В 1899 г. была открыта железнодорожная платформа Катуар (с 1965 г. — станция Лесной Городок), названная по фамилии владельцев усадьбы, находившейся в соседней деревне Осоргино. Со стороны Смоленского направления железной дороги до Лесного Городка можно было добраться посредством конки.
В 1905 году постановлением Звенигородского собрания Лесной Городок был официально объявлен районом дачного строительства. Этот год считается датой основания посёлка. В 1907 году в Лесном Городке была открыта начальная школа для детей из окрестных деревень. Её открыл на свои средства в помещении собственной дачи купец В. Т. Помельцов. Полюбившие отдых в Лесном Городке артисты устраивали здесь свои репетиции, ставили спектакли для местных жителей. А жившие на дачах медики, включая профессора Ф. А. Зайцева, оказывали безвозмездную врачебную помощь не только соседним дачникам, но и окружающему сельскому населению.
Вместе с тем в первой половине XX века в Лесном Городке был невысокий уровень благоустройства, а социальная инфраструктура фактически отсутствовала: в частности, до 1948 года в посёлке не было ни одного магазина.
После революции государство предоставляло участки в Лесном Городке ценным специалистам, которым не хватало жилья в Москве. Выделялись как новые участки, так и старые, разделённые на несколько частей.
С 1920-х годов жителями Лесного Городка стали некоторые из сотрудников Грибовской селекционной станции, расположенной неподалёку (ныне — Федеральный научный центр овощеводства в посёлке ВНИИССОК).
В 1938 году была построена железнодорожная ветка от Лесного Городка до аэропорта Внуково. А в 1941 году было построено Минское шоссе, трасса которого прошла через посёлок. Таким образом, к началу Великой Отечественной войны Лесной Городок стал транзитным транспортным узлом.
Во время войны в Лесном Городке боёв не было, но там располагался госпиталь. После победы в посёлке выделялись большие дачные участки военачальникам. Тогда же недалеко от платформы были построены бараки для железнодорожных работников. Лесной Городок стал использоваться не только для летнего отдыха, но и в качестве места постоянного проживания. В посёлке была образована средняя школа.
В советское время Лесной Городок стал популярным местом отдыха интеллигенции. В посёлке размещались дачи Гослитиздата, где отдыхали многие литераторы. В разное время в Лесном Городке жили и трудились, черпая вдохновение от местных красот, художник В. Н. Бакшеев, писатели И. А. Новиков и Ф. И. Панфёров, энергетик академик Б. Е. Веденеев, учёный-селекционер А. В. Алпатьев, педагог И. Д. Зверев. Некоторое время здесь жил на своей даче маршал Победы Г. К. Жуков.
С конца 1950-х годов в Лесном Городке начали строиться многоквартирные дома.
В 1965 году в посёлке была открыта фабрика «Сортсемовощ», специализировавшаяся на производстве семян элитных сортов овощей. Для сотрудников фабрики были построены новые жилые дома, начала развиваться социальная инфраструктура.
В 1966 году Лесной Городок стал центром поселкового совета. В 1968 году Лесной Городок получил статус посёлка городского типа.
В эпоху развития рыночной экономики Лесной Городок пережил второе рождение. В 1997 году в посёлке был открыт крупный таможенно-складской комплекс. С начала 2000-х годов в посёлке было построено множество многоэтажных домов с развитой современной социальной инфраструктурой. На месте корпусов фабрики «Сортсемовощ» построен жилой комплекс. Также в посёлке появились современные частные дома, коттеджи и таунхаусы.
С 2005 по 2019 год Лесной Городок являлся административным центром одноимённого городского поселения.

## География
Лесной Городок расположен в юго-западной части Московской области, в 29 км от центра Москвы и в 6 км от центра Одинцова, на берегу реки Ликовы, по обеим сторонам автодороги «Беларусь», рядом с Киевским направлением Московской железной дороги. На севере к Лесному Городку примыкает деревня Бородки, на юго-востоке — деревня Осоргино, на юго-западе — деревня Солманово. Небольшая южная часть, отделённая от Лесного Городка железной дорогой, изолирована от улично-дорожной сети посёлка; на автомобиле туда можно добраться только через посёлок Толстопальцево, находящийся в границах Москвы.

## Население
| 1989    | 2002    | 2006    | 2009  | 2010  | 2012  | 2013  |
| ------- | ------- | ------- | ----- | ----- | ----- | ----- |
| 4297    | ↗5098   | →5098   | ↗5965 | ↗7231 | ↗7559 | ↗8099 |
| 2014    | 2015    | 2016    | 2017  | 2018  | 2019  | 2020  |
| ↗8576   | ↗8806   | ↗8909   | ↗9162 | ↗9511 | ↘9226 | ↘9008 |
| 2021    | 2023    | 2024    |       |       |       |       |
| ↗14 765 | ↗14 793 | ↘14 701 |       |       |       |       |

## Экономика
В Лесном Городке расположен крупный таможенно-складской комплекс, а также небольшие производственные базы. Имеются торгово-деловые, торгово-развлекательные центры. Действует множество организаций торговли и бытового обслуживания. Розничная торговля представлена магазинами таких сетей, как «Магнит», «Ярче», «Перекрёсток», «Вкусвилл», «Пятёрочка», «Дикси», «Верный». Имеются ресторан быстрого питания «Вкусно и точка», сетевое кафе «Шоколадница» и ресторан-пивоварня «Пивальди». Работают отделения «Почты России», «Сбербанка России».
Вместе с тем основная масса населения занята на предприятиях и в организациях Москвы.

## Транспорт
Лесной Городок связан с Москвой, Одинцовом и другими населёнными пунктами Московской области автомобильным и железнодорожным транспортом. Через посёлок проходит трасса автодороги «Беларусь». В Лесном Городке имеется одноимённая железнодорожная станция, от которой начинается ответвление к аэропорту Внуково. Вместе с тем аэроэкспрессы, следующие в аэропорт из Москвы, не делают остановки в Лесном Городке.

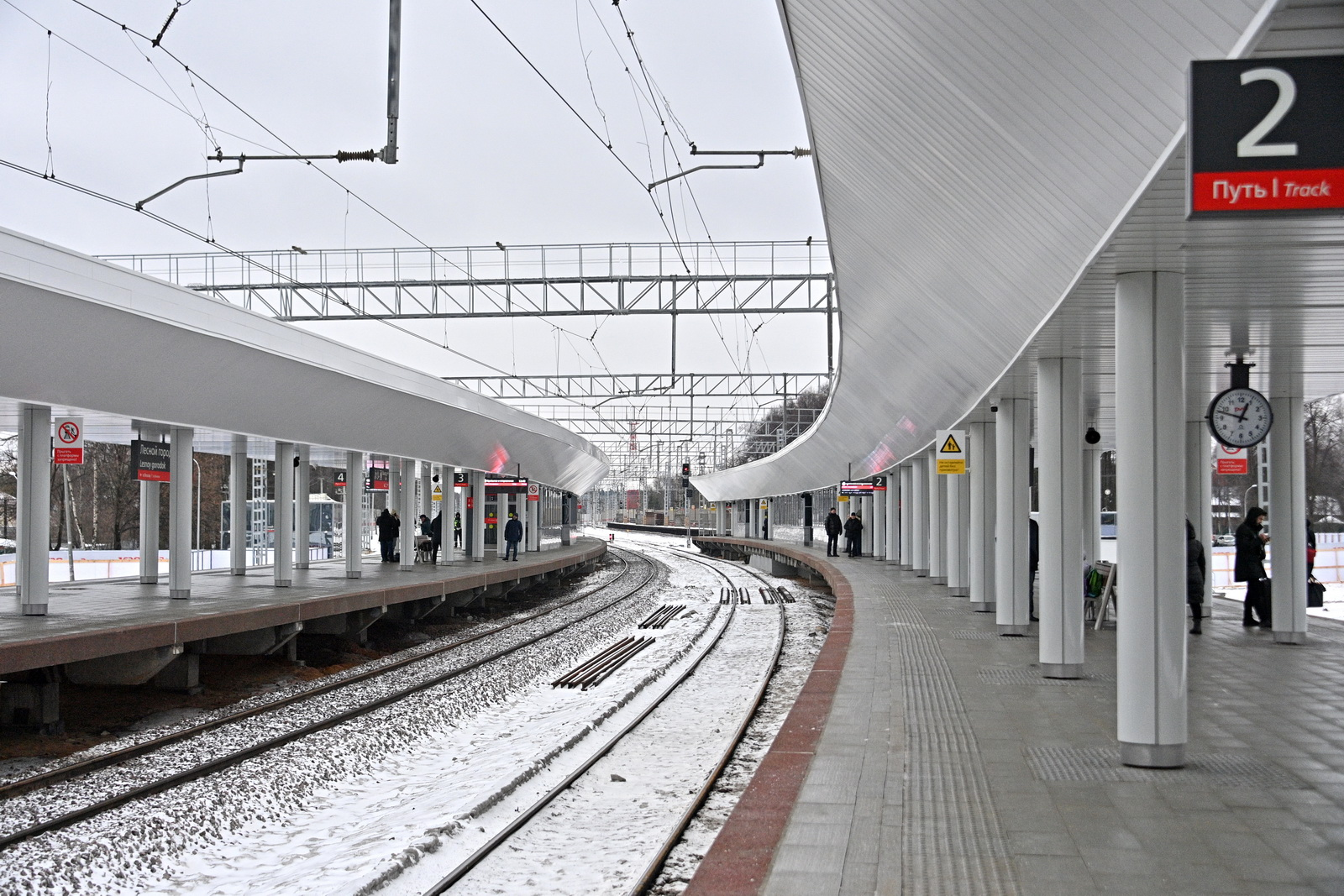
Новая железнодорожная станция МЦД-4 в Лесном Городке

Автобусные маршруты связывают Лесной Городок с городами Москвой, Одинцовом, Краснознаменском, Кубинкой, Вереёй, а также с селом Жаворонки.

## Архитектура
Восточная часть Лесного Городка застроена многоквартирными домами, как советской постройки, так и современными, высотой до 22 этажей. Остальная часть посёлка в основном застроена дачами.

## Культура и отдых
В Лесном Городке имеются школа искусств, музыкальная школа, библиотека, носящая имя писателя-пушкиниста Ивана Алексеевича Новикова. В библиотеке регулярно проводятся Новиковские чтения (январь) и ежегодные краеведческие встречи (октябрь-ноябрь). Для досуга жителей посёлка и соседних населённых пунктов имеется торгово-развлекательный центр с боулингом и бильярдом, а также зоной для детей.

## Религия

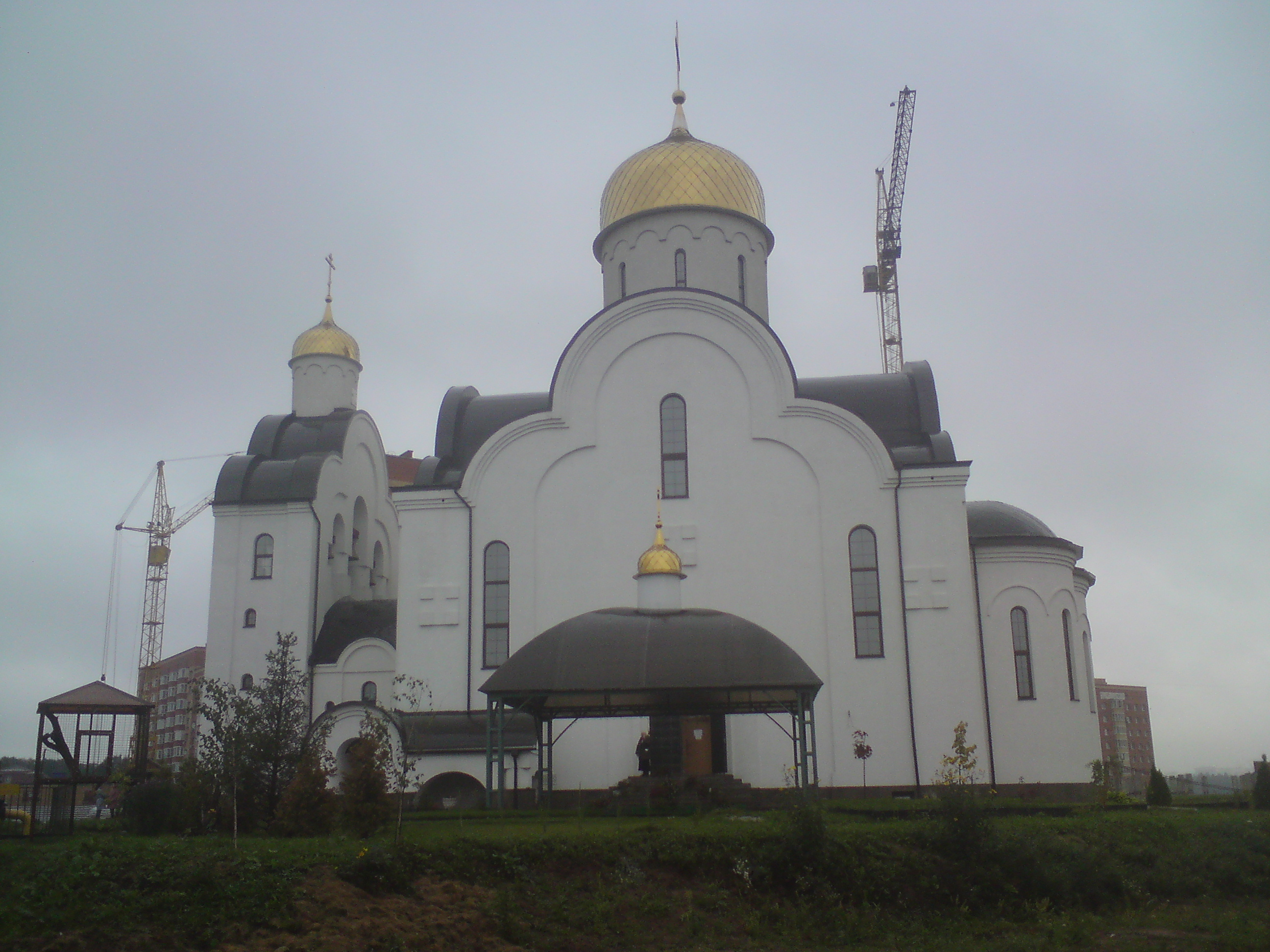
Храм Рождества Крестителя Господня и Пророка Иоанна Предтечи в Лесном Городке

В Лесном Городке действует православная церковь Рождества Иоанна Предтечи современной постройки.

## Образование
В Лесном Городке имеется современная школа (Лесногородская СОШ), а также детский сад. Имеются также коммерческие детские организации. Общероссийскую известность имеет школьный музей "Игры, игрушки и праздника", созданный в 1978 году и ныне носящий имя его создателей, где регулярно с 2003 года проводятся Лесногородские музейные чтения.

## Здравоохранение
В Лесном Городке расположен крупный оздоровительный комплекс Московского метрополитена. Имеется также муниципальная амбулатория и коммерческие медицинские организации.

## Спорт
В Лесном Городке имеется футбольное поле, тренажерные площадки на открытом воздухе, а также коммерческий фитнес-центр.

## Фотогалерея

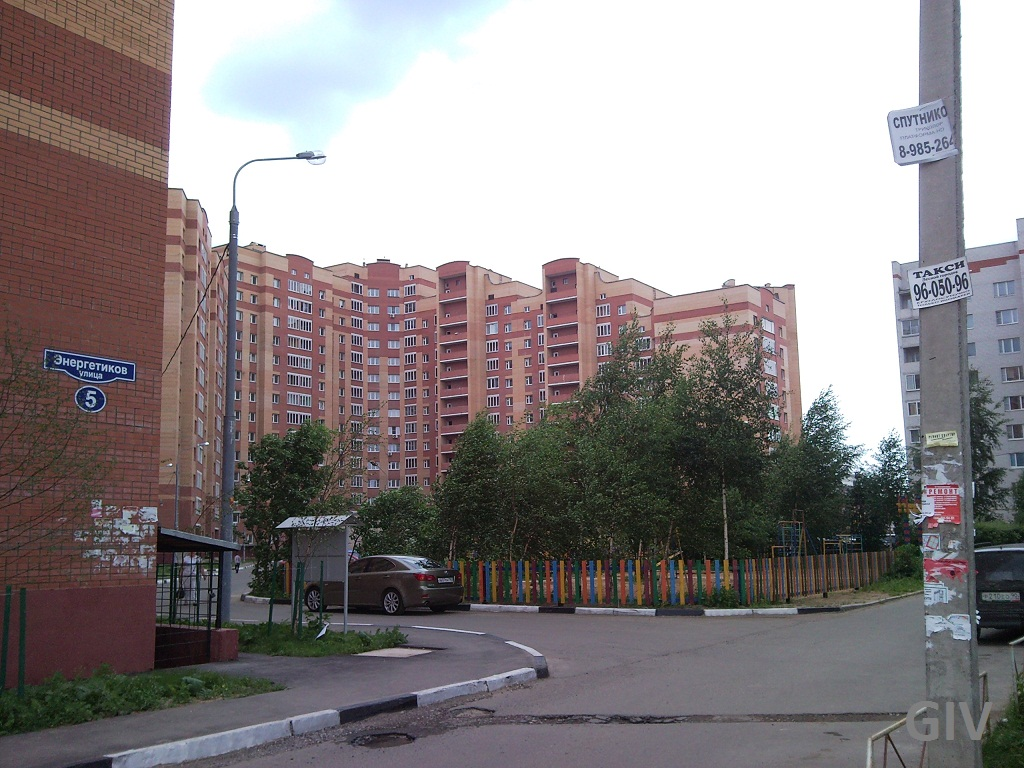
Восточный микрорайон, 1-й квартал
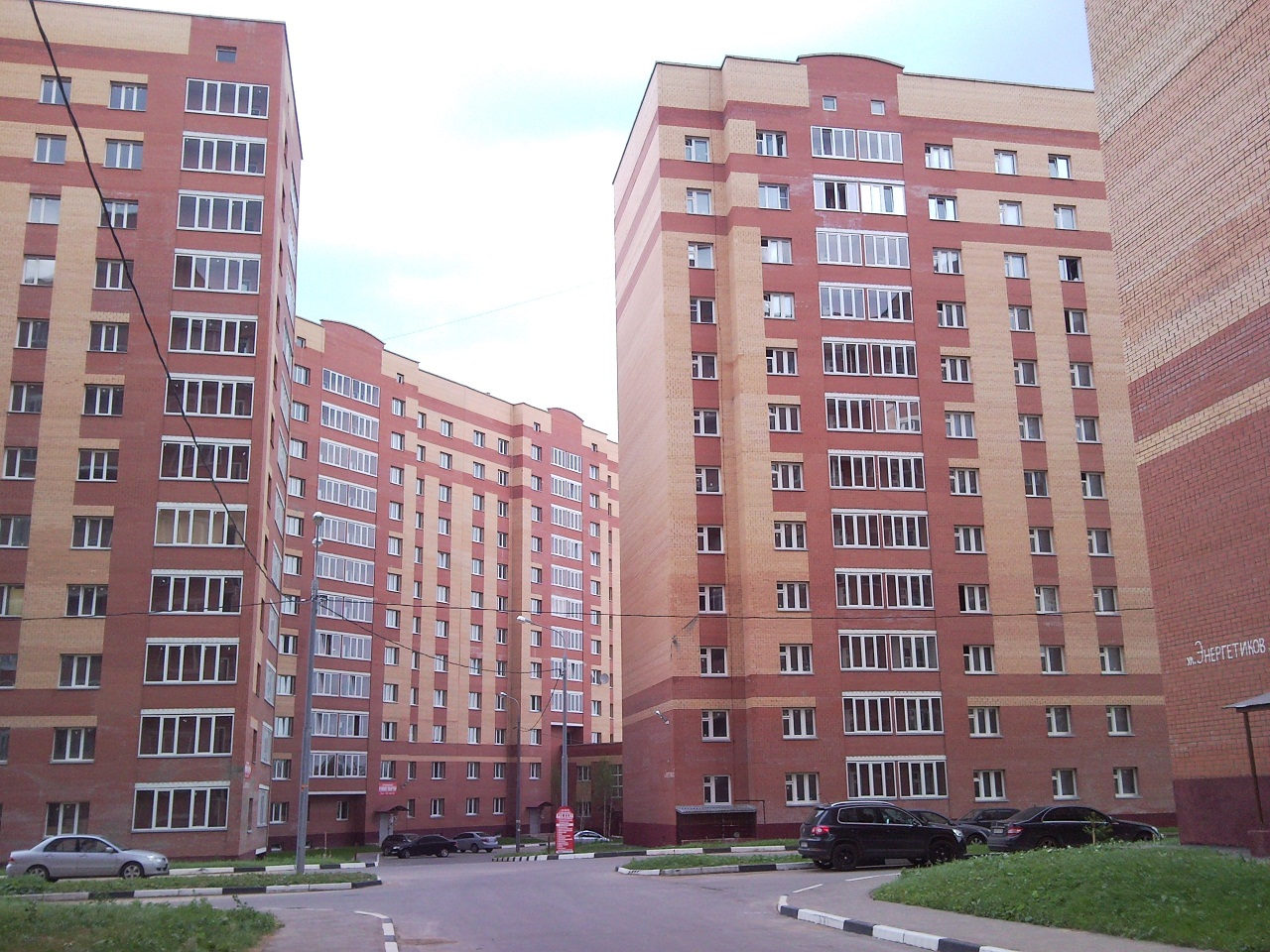
Восточный микрорайон, 1-й квартал
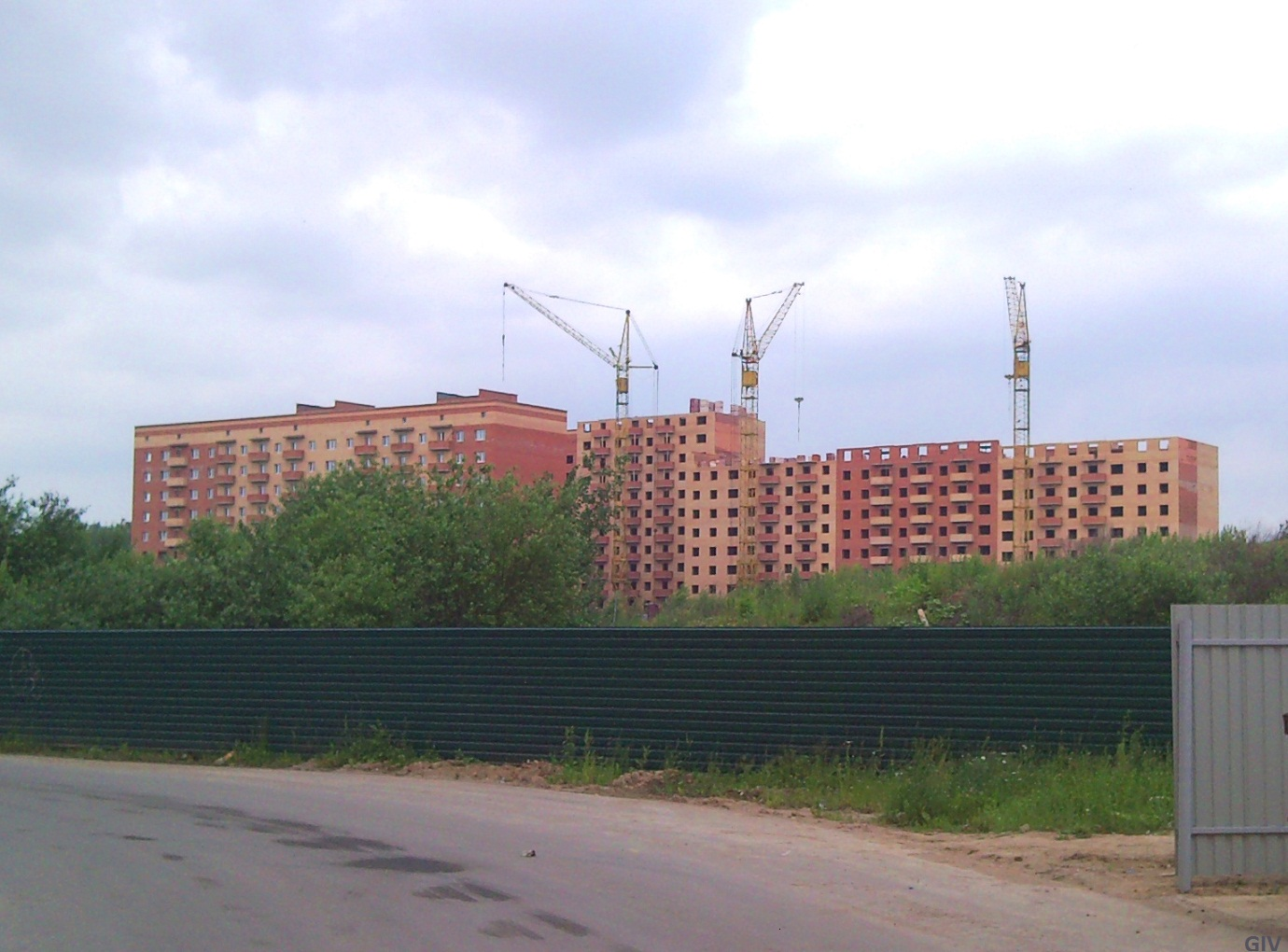
Восточный микрорайон, 3-й квартал (13.06.2010)
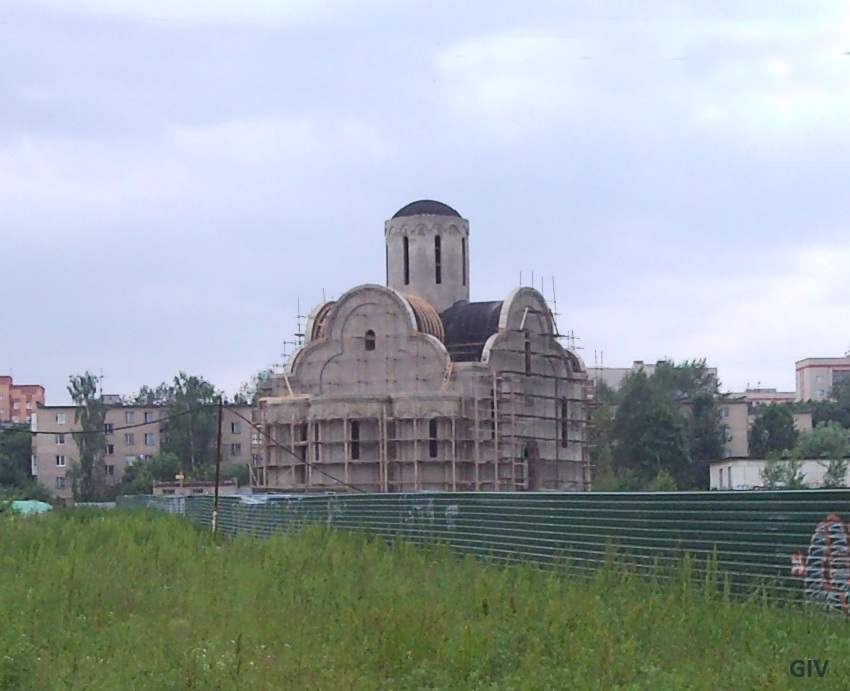
Строящаяся церковь (13.06.2010)
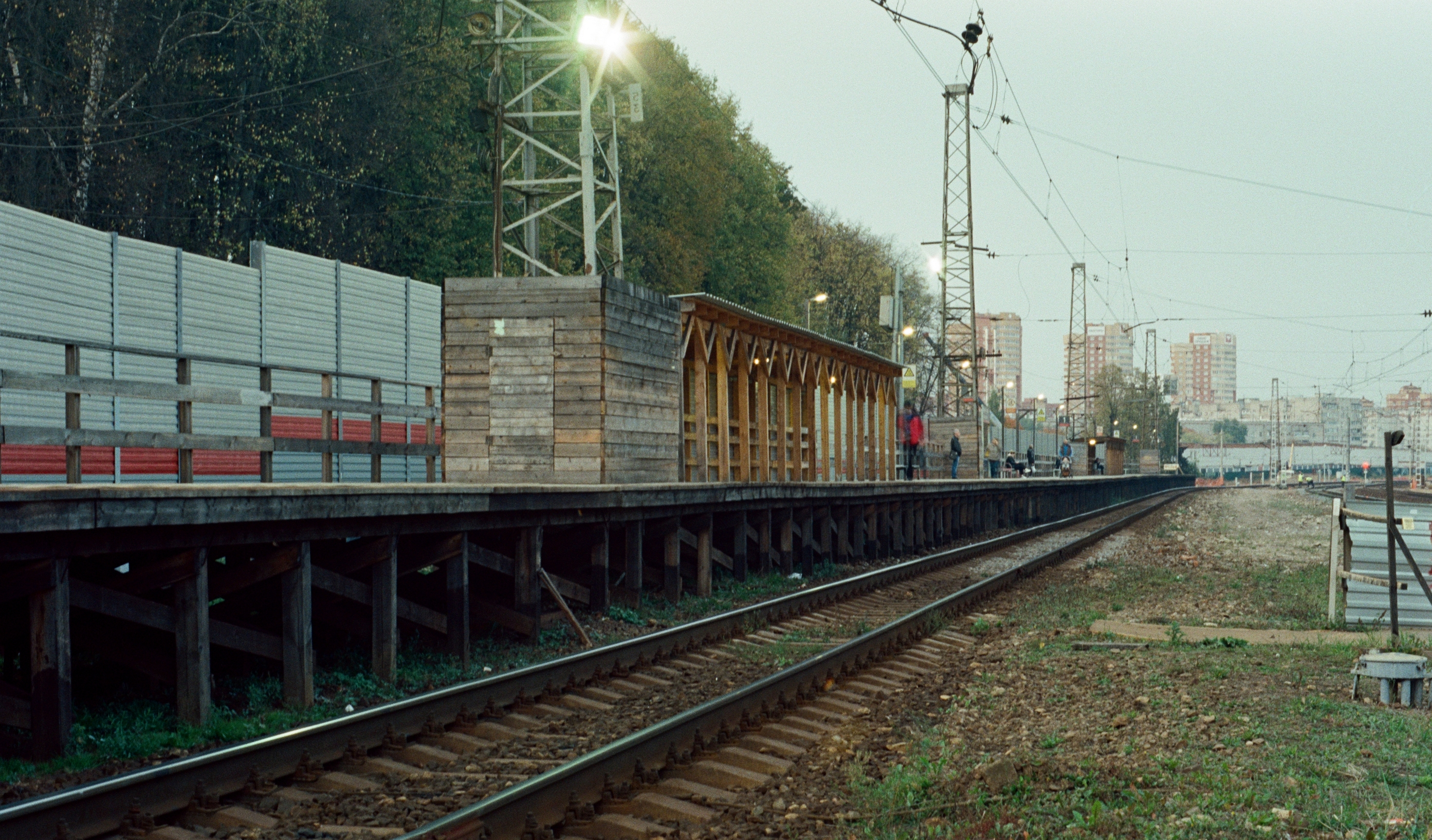
Временная деревянная платформа (2020)